# إيفانهو (فلم أمريكي 1913)
إيفانهو (بالإنجليزية: Ivanhoe) هو فيلم أبيض وأسود درامي مغامرات أمريكي صامت إنتاج عام 1913 وإخراج هربرت برينون، وإنتاج كارل لايملي من خلال شركة الصور المتحركة المستقلة تم تصوير المشاهد في المملكة المتحدة. وتوزيع شركة يونيفرسال التي تأسست حديثًا بعد اندماج عدة شركات، تم تعديل السيناريو من قبل برينون استنادًا إلى الرواية التاريخية الملحمية لعام 1819 التي تحمل نفس العنوان من قبل السير والتر سكوت، الفيلم من بطولة كينغ باجوت وليا بيرد وهربرت برينون وإيفلين هوب ووالتر كرافن.
نسخة من هذا الإنتاج الطويل محفوظة في متحف الفن الحديث في وسط مانهاتن، مدينة نيويورك.

## روابط خارجية
- Ivanhoe  على فهرس معهد الفيلم الأمريكي
- Ivanhoe at the قاعدة بيانات الأفلام على الإنترنت
- Ivanhoe at the Turner Classic Movies Database